# Cape Freeman (Ballenyöarna)
Freeman är en udde i Antarktis. Den ligger i Östantarktis. Nya Zeeland gör anspråk på området. Freeman ligger på ön Sturge Island.
Terrängen inåt land är bergig åt nordost, men söderut är den kuperad. Havet är nära Freeman västerut. Trakten är obefolkad. Det finns inga samhällen i närheten.